# Aartsbisdom San Antonio
Het aartsbisdom San Antonio (Latijn: Archidioecesis Sancti Antonii) is een rooms-katholiek aartsbisdom met als zetel San Antonio, in de Amerikaanse staat Texas. De aartsbisschop van San Antonio is metropoliet van de kerkprovincie San Antonio, waartoe ook de suffragane bisdommen Amarillo, Dallas, El Paso, Fort Worth, Laredo, Lubbock en San Angelo behoren.

## Geschiedenis
Het aartsbisdom werd opgericht op 28 augustus 1874, als het bisdom San Antonio, uit delen van het bisdom Galveston. Op 3 augustus 1926 werd het verheven tot metropolitaan aartsbisdom. 
Het aartsbisdom verloor meermaals gebied bij de oprichting van de bisdommen El Paso (1914) en Amarillo (1926), Austin (1947), Victoria in Texas (1982) en Laredo (2000).

## Parochies
Het aartsbisdom had in 2022 een oppervlakte van 60.036 km2 en telde 2.770.273 inwoners waarvan 41,4% rooms-katholiek was.

## Ordinarii

### Bisschoppen
- Anthony Dominic Ambrose Pellicer (1 september 1874 - 14 april 1880)
- John Claude Neraz (18 februari 1881  - 15 november 1894)
- John Anthony Forest (27 augustus 1895 - 11 maart 1911)
- John William Shaw (11 maart 1911 - 25 januari 1918; coadjutor sinds 7 februari 1910)

### Aartsbisschoppen
- Arthur Jerome Drossaerts (bisschop: 18 juli 1918, aartsbisschop: 3 augustus 1926 - 8 september 1940)
- Robert Emmet Lucey (21 januari 1941 - 23 mei 1969)
  - Stephen Aloysius Leven (hulpbisschop: 3 december 1955 - 20 oktober 1969)

- Francis James Furey (23 mei 1969 - 23 april 1979)
  - Hugo Mark Gerbermann (hulpbisschop: 22 juli 1975 - 30 juni 1982)
  - Raymundo Joseph Peña (hulpbisschop: 16 oktober 1976 - 24 april 1980)

- Patrick Fernández Flores (23 augustus 1979 - 29 december 2004; hulpbisschop: 9 maart 1970 - 4 april 1978)
  - Charles Victor Grahmann (hulpbisschop: 30 juni 1981 - 13 april 1982)
  - Ricardo Ramirez (hulpbisschop: 27 oktober 1981 - 17 augustus 1982)
  - Bernard Ferdinand Popp (hulpbisschop: 3 juni 1983 - 23 maart 1993)
  - Edmond Carmody (hulpbisschop: 8 november 1988 - 24 maart 1992)
  - Joseph Anthony Galante (hulpbisschop: 13 oktober 1992 - 5 april 1994)
  - John Walter Yanta (hulpbisschop: 27 oktober 1994 - 21 januari 1997)
  - Thomas Joseph Flanagan (hulpbisschop: 5 januari 1998 - 15 december 2005)
  - Patrick James Zurek (hulpbisschop: 5 januari 1998 - 3 januari 2008)

- José Horacio Gómez Velasco (29 december 2004 - 6 april 2010)
  - Oscar Cantú (hulpbisschop: 10 april 2008 - 10 januari 2013; apostolisch administrator: 26 mei 2010 - 14 oktober 2010)

- Gustavo Garcia-Siller (14 oktober 2010 - heden)
  - Michael Joseph Boulette (hulpbisschop: 23 januari 2017 - heden)
  - Gary Wayne Janak (hulpbisschop: 15 februari 2021 - heden)

## Galerij van afbeeldingen

Wapen van het aartsbisdom
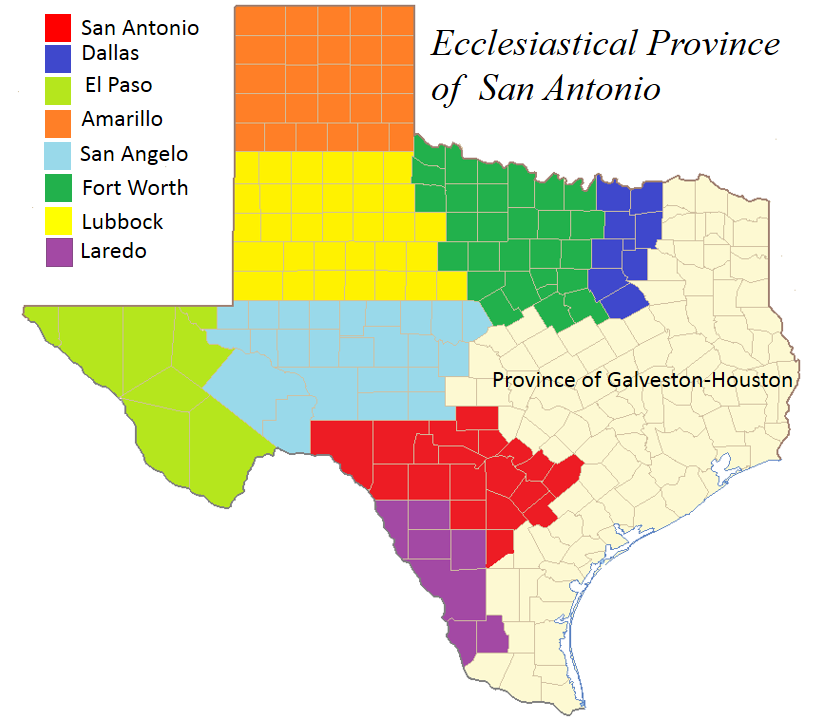
Kerkprovincie met aartsbisdom en suffragane bisdommen
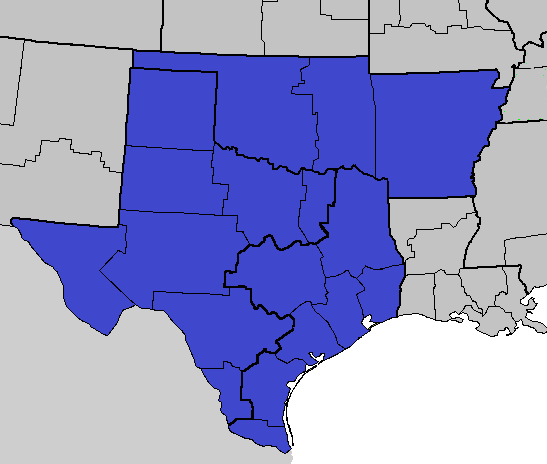
Regio X van de Amerikaanse bisschoppenconferentie
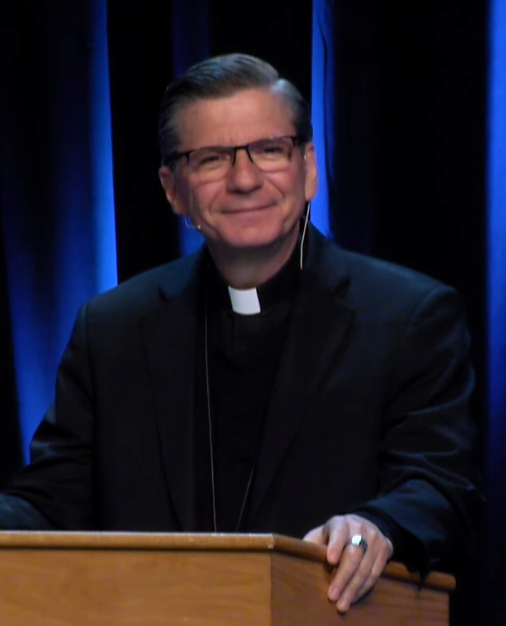
Aartsbisschop Gustavo Garcia-Siller (2010-heden)
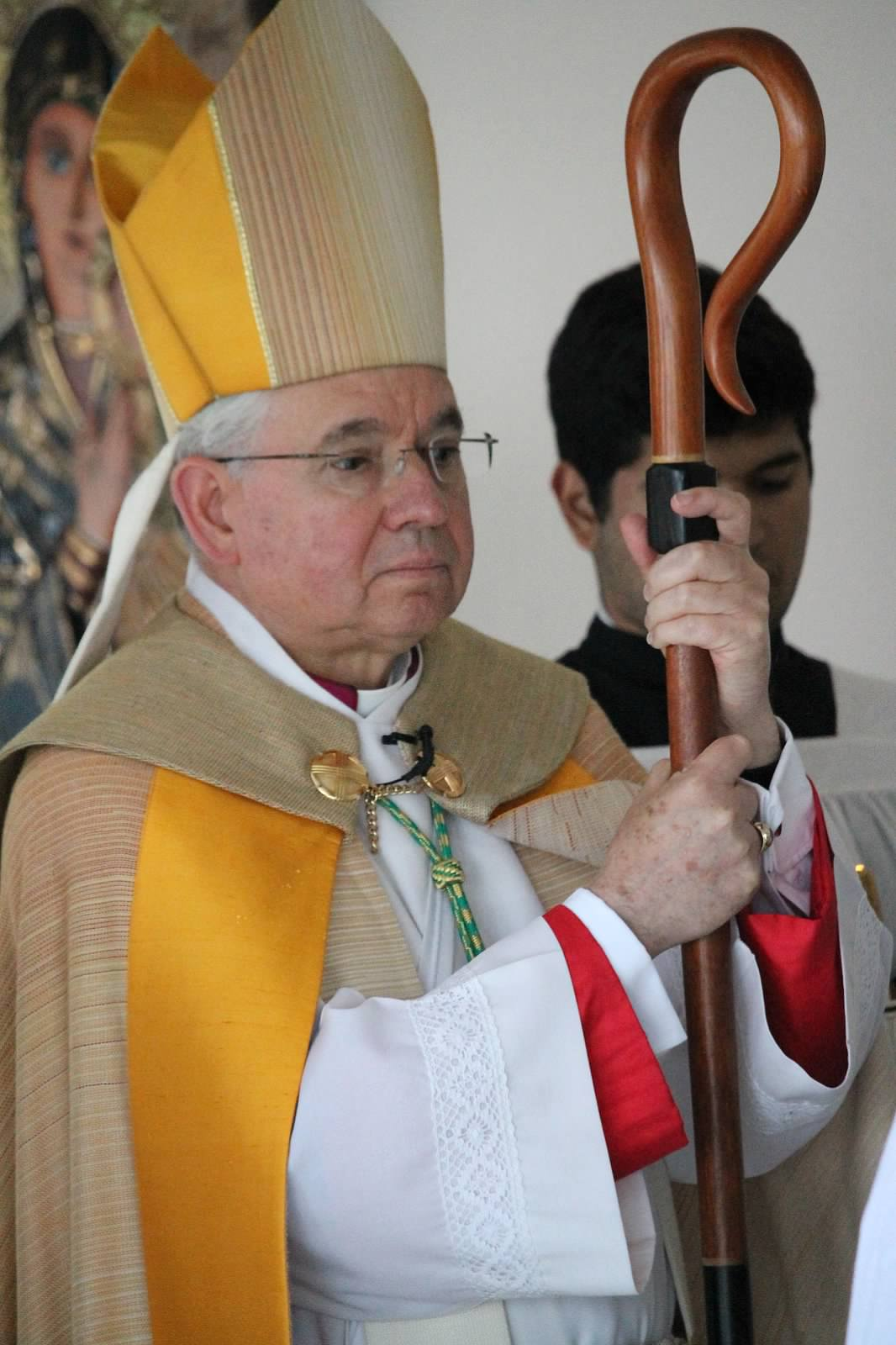
Aartsbisschop José Horacio Gómez Velasco (2004-2010)

San Antonio (aartsbisdom) · Amarillo · Dallas · El Paso · Fort Worth · Laredo · Lubbock · San Angelo